# Maanrock
Maanrock is een gratis Belgisch openluchtfestival in de binnenstad van Mechelen. 
Het vindt jaarlijks plaats eind augustus. Het hoofdpodium bevindt zich op de Grote Markt en de zijpodia op de Botermarkt en de IJzerenleen. Er is gekozen voor een jongerendag (zaterdag) en een familiedag (zondag). 
Maanrock kende zijn eerste editie in 1996 en groeide uit tot het grootste en meest bezochte gratis rock- en popfestival van Vlaanderen. In 2005 kwamen er meer dan 120.000 mensen naar Mechelen, een record. 
In 2013 vond er geen Maanrock plaats vanwege het samenvallen met de Hanswijkcavalcade. In 2020 was er geen festival omwille van de Covid-19-pandemie. In 2021 was er een speciale editie Maanrock in het park, voor het eerst startte het festival al op donderdag. In 2023 kwamen er 100.000 bezoekers.

## Line-up
- 2007
  - Zaterdag 25 augustus
    - Grote Markt: The Mammoths - Allan Muller - Milow - The Van Jets - Shameboy - A Brand - Vive La Fête - DAAN - Magnus
    - Botermarkt: Driver 8 - Mauz - The Crab Four - Swinnen - Heroes
    - IJzerenleen: Tom Pintens - Yevgueni - Fixkes - Tom Helsen
    - Vismarkt: Bits'n Pieces - Asimov - Fried Bourboun feat. Gene Taylor - Savana Station

  - Zondag 26 augustus
    - Grote Markt: Henkie - Marjolein - Ellen - Milk Inc. - Kind Freddy - Gene Thomas - Bart Peeters - The Magical Flying Thunderbirds - Natalia
    - Botermarkt: Nestor  - The Go Find - Bunny - Stijn
    - IJzerenleen: Koen Deca - Tripoli - Mintzkov - Sioen
    - Vismarkt: I Love Sarah - Bherman - Jerboa - Billie King
- 2008
  - Zaterdag 25 augustus
    - Grote Markt: Kung Fu Junkies - Arquettes - Mud Flow - The Tellers - Triggerfinger - Tim Vanhamel - Arid - Zita Swoon - The Glimmers
    - Botermarkt: The Sugar Riots - No Angry Young Man - Selah Sue - Trixie Whitley - The Partchesz - Roland
    - IJzerenleen: Frituur Paula - Les Truttes - Luna Twist - Raymond van het Groenewoud
    - Vismarkt: Creature with the Atom Brain - Dead Souls - The Germans - Senser

  - Zondag 26 augustus
    - Grote Markt: Sha-Na - Trust - X!NK - Stan Van Samang - Jochen & de Ego's - De Sublimo's - De Kreuners - Wim Soutaer - Rob de Nijs
    - Botermarkt: Pieter Hendrix Experience - Thou - Eva De Roovere - Flip Kowlier
    - IJzerenleen: Agents in Panama - The Hickey Underworld - The Paranoiacs - Heideroosjes
    - Vismarkt: Andes - Missmoses - Zeker Weten - Lady Linn & her Magnificent Seven
- 2009
  - Zaterdag 22 augustus
    - Grote Markt: Sum of a Kind - Pornorama - Balthazar - Tom Pintens - Jasper Erkens - Lady Linn - Tom Helsen - Admiral Freebee - Discobar Galaxie
    - IJzerenleen: Psycho 44 - Hadise - In Dreams - Kate Ryan
    - Vismarkt: Mira - Guy Swinnen - Axl Peleman - Hautekiet & de Leeuw

  - Zondag 23 augustus
    - Grote Markt: Bab - Oliver - Ellektra - Roel Vanderstukken - Sandrine - The Magical Flying Thunderbirds - CPeX - Soulsister
    - IJzerenleen: The DeVilles - Joshua - Stijn - Nitebytes
    - Vismarkt: Willow - Gustaph - Lalalover - Yevgueni
- 2010
  - Zaterdag 21 augustus
    - Grote Markt: Emperors of Decay - Roadburg - School is Cool - Fixkes - The Van Jets - Mintzkov - Das Pop - Arid - Hermanos Inglesos
    - IJzerenleen: Heimsieck - Jean Bosco Safari - Les Truttes - Raymond van het Groenewoud
    - Vismarkt: Aroma di Amore - The Ditch - Andes - Blaute en Melaerts

  - Zondag 22 augustus
    - Grote Markt: Laura - Gizonband - Tom Dice - Mama's Jasje - Leki & the Sweet Mints- MFT - De Kreuners - Clouseau
    - IJzerenleen: The Pilot Light - Rockenbach - Marble Sounds - Paul Michiels - Luka Bloom
    - Vismarkt: Roselien - Amatorski - Baloji - Howie & Linn
- 2011
  - Zaterdag 20 augustus
    - Grote Markt: The Pilot Light - Black Cassette - The Galacticos - Freaky Age - Broken Glass Heroes - The Sore Losers - A Brand - Gabriel Ríos - Sound of Stereo
    - IJzerenleen: King Dalton - Kris de Bruyne & band - Buurman - Yevgueni
    - Vismarkt: Geppetto & The Whales - The New Romance - Steven De bruyn, Tony Gyselynck & Roland - Arbeid Adelt!

  - Zondag 22 augustus
    - Grote Markt: Kapitein Winokio - Studio 100 band met Piet Piraat - Jill & Lauren - Paul Michiels - CPeX - The Scene - Milk Inc.
    - IJzerenleen: Benny Zen and the Syphilis Madmen - Eté 67 - The Neon Judgement - The Opposites
    - Vismarkt: The Red Light Rumors - The Rott Childs - Drums Are for Parades - Steak Number Eight
- 2012
  - Zaterdag 25 augustus
    - Grote Markt: Summerbummerdownerfolk - Safi & Spreej - Kapitan Korsakov - Aroma di Amore - Geike - Customs - Intergalactic Lovers - DAAN - Shameboy
    - IJzerenleen: J. Keens Balloon Fight - Sarah Ferri - De Voorlaatste Showband - The Rubettes feat. Alan Williams
    - Botermarkt: Berry Quicy - Liesa Van der Aa - Lieven Tavernier & White Velvet - Guido Belcanto

  - Zondag 26 augustus
    - Grote Markt: Cara & De Kapoentjes - Studio 100 band met Mega Mindy - Lauren Anny J - Café Flamand - Soulbrothers - The Scabs - Raymond van het Groenewoud
    - IJzerenleen: Statue - De Held - Meuris vs De Leeuw - De Mens
    - Botermarkt: Compact Disk Dummies - UMA - Hong Kong Dong - Diablo Boulevard
- 2014
  - Flip Kowlier, Stereo MC's, Kapitein Winokio en ...
  - Vrijdag 29 Augustus
  - Zaterdag 30 Augustus
  - Zondag 31 Augustus

- 2023

Onder andere: Chibi Ichigo, Admiral Freebee, Bart Peeters, Merol, Black Box Revelation, Pommelien Thijs, #LikeMe, Niels Destadsbader.
- 2024

Onder andere: Natalia, Gustaph, Metejoor, Günther Neefs, Coely, Maria Iskariot, Glints, Kids With Buns, Helmut Lotti, Lasgo, Channel Zero, Bizkit Park, Jan Vervloet.